# سيلفيان غرينير
سيلفيان غرينير (بالفرنسية: Sylvain Grenier)‏ هو مصارع محترف وعارض هايتي، ولد في 26 مارس 1977 في فارين في كندا.

## وصلات خارجية
- سيلفيان غرينير على موقع CageMatch worker (الإنجليزية)
- سيلفيان غرينير على موقع عالم المصارعة على الإنترنت (الإنجليزية)
- سيلفيان غرينير على موقع عالم المصارعة على الإنترنت (الإنجليزية)

- سيلفيان غرينير على موقع IMDb (الإنجليزية)
- سيلفيان غرينير على موقع قاعدة بيانات الفيلم (الإنجليزية)